# Zonophone Record
Zonophon-Record este o casă de discuri americană fondată în 1899, în Camden, New Jersey de Frank Seaman.